# Мугдат Джамия
Мугдат джамия (на турски: Muğdat Camisi) е голяма джамия в град Мерсин, Турция.
Наречена е по името на ранния мюсюлманин Мигдат ибн Амр ал-Бахрани.

## Местоположение
Джамията е построена в квартал Йенишехир, Мерсин (36°46′57.31″ с. ш. 34°36′04.92″ и. д. / 36.782586° с. ш. 34.601367° и. д.). Намира се на около 300 метра от брега на Средиземно море, в непосредствена близост до крайбрежния парк на Мерсин и Морския музей в града. Общата площ, включваща и двора, е 7900 м², а основата на сградата е с площ 3070 м².

## Сградата
Първата копка за джамията е направена през 1988 г., а е завършена през 1998 г. Издържана е в османски архитектурен стил.
Мугдат Джамия има общ капацитет 5500 души. Това я прави най-голямата джамия в Мерсин и третата най-голяма джамия, строена по времето на Република Турция. Тя е сред 3-те джамии в Турция с по 6 минарета (поначало е имала 4 минарета, и още 2 са пристроени впоследствие). Височината на минаретата е 81 метра. На всяко минаре има по 3 балкона (шерефе, на турски: şerefe).
Джамията е архитектурен комплекс по модела на традиционните османски джамии. В допълнение към религиозните служби, към джамията функционират конферентна зала, библиотека, къща за гости и здравен пункт. На партера има супермаркет.

## Галерия
- Поглед от югоизток
- Вътрешността на джамията
- Главният купол
- Витраж над южния вход
- Фасадата от североизток